# Mariendorf

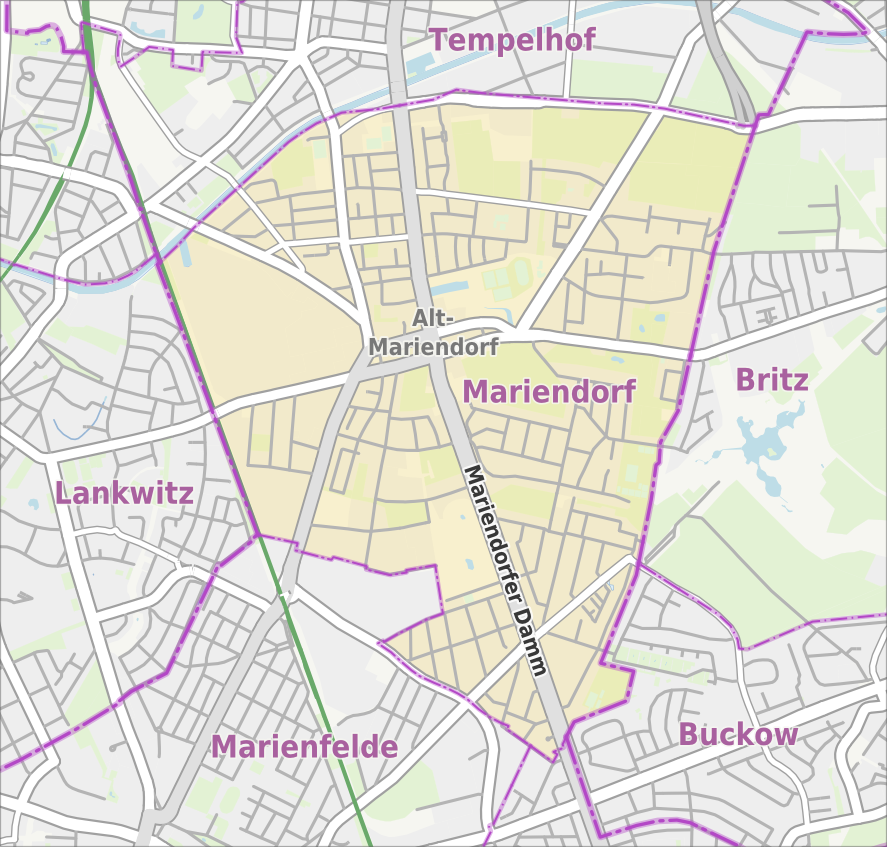
Mappa del quartiere

Mariendorf è un quartiere (Ortsteil) di Berlino, appartenente al distretto (Bezirk) di Tempelhof-Schöneberg.

## Storia
Già comune autonomo, venne annessa nel 1920 alla "Grande Berlino", venendo assegnata per la quasi totalità al distretto di Tempelhof (la località di Südende venne invece assegnata al distretto di Steglitz).